# Artix Linux
Artix Linux (или просто Artix /ɑrtɪks/) — это дистрибутив Linux, основанный на Arch Linux и обновляющийся по модели Rolling release. Artix не использует systemd, вместо этого предлагая OpenRC, runit, s6 и dinit в качестве альтернатив.
Artix Linux имеет собственные репозитории, и разработчики не рекомендуют использовать пакеты Arch Linux из-за возможной несовместимости систем инициализации.
Проекты Arch OpenRC и Manjaro OpenRC появились в 2012 году. В 2017 году эти проекты были объединены, так был создан Artix Linux.

## История выпусков

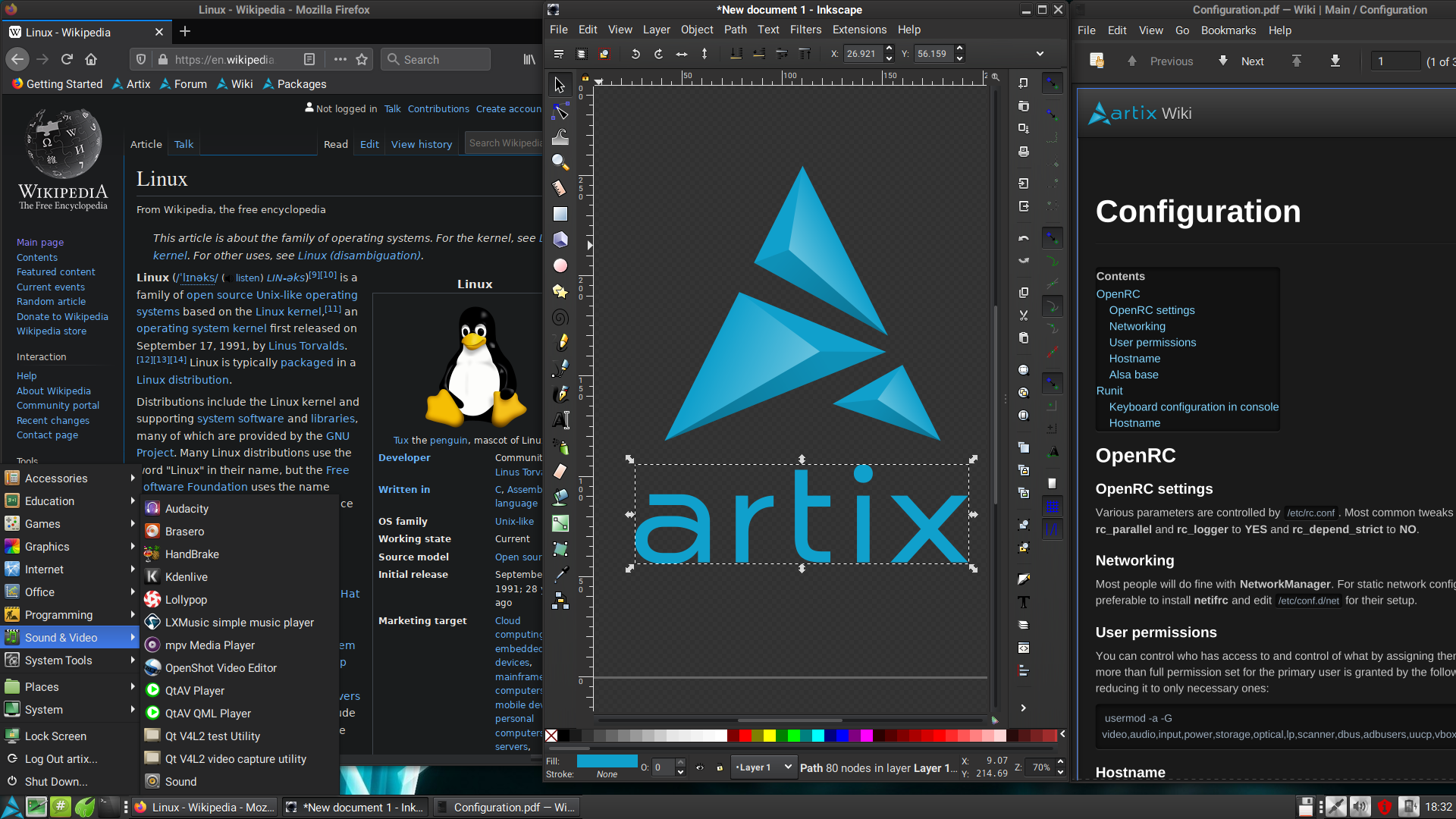
Скриншот Artix community-gtk edition 2020-02 с тёмной темой

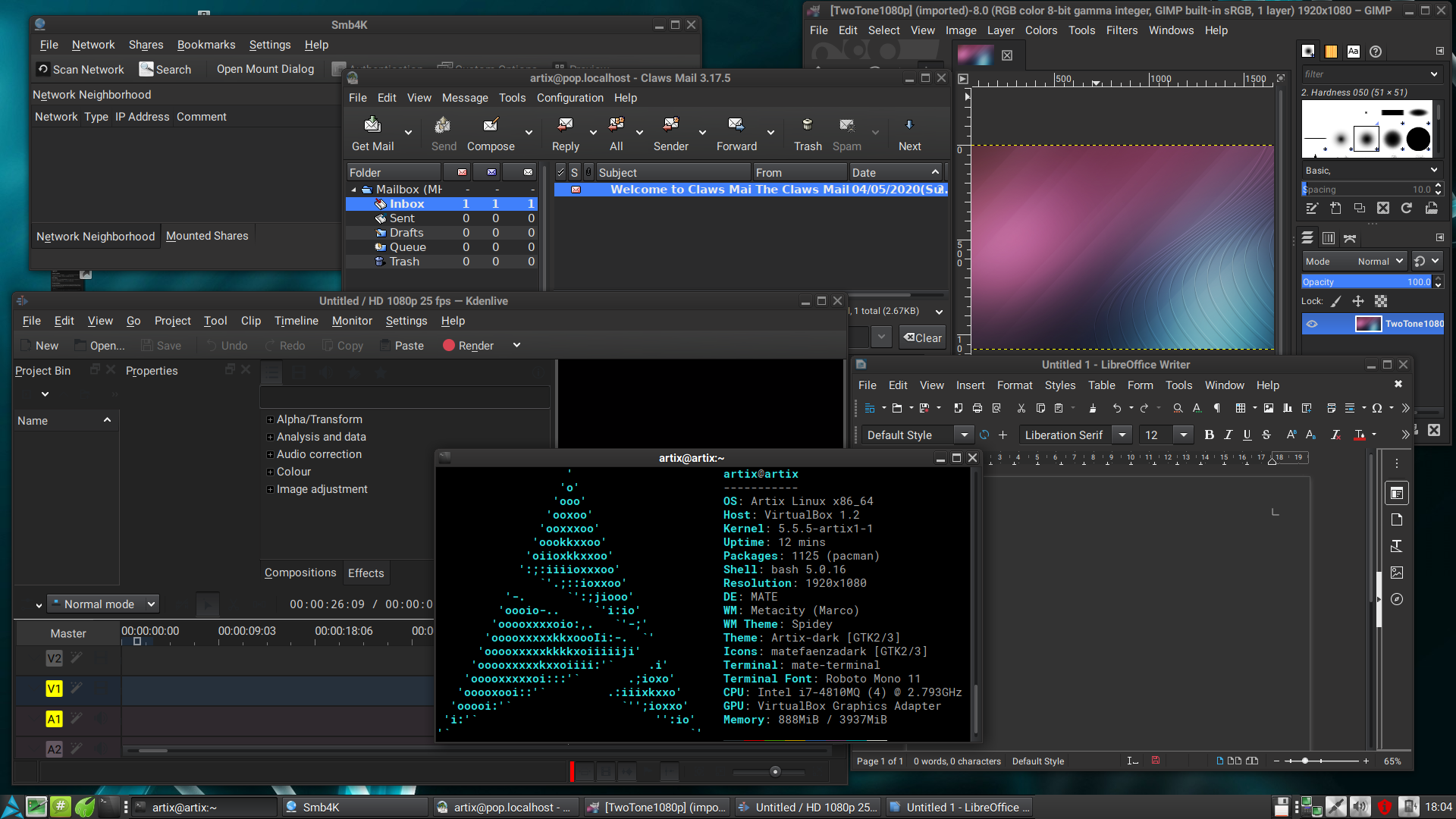
Скриншот Artix community-gtk edition 2020-02, содержащий приложения GTK и Qt: Kdenlive, GIMP, LibreOffice Writer, Claws Mail, Smb4K и Neofetch

Изначально Artix предлагал две среды установки: базовый ISO-образ с командной строкой и графический установщик Calamares с графической оболочкой LXQt Позднее появилась версия с i3. Ранние версии поставлялись с системой инициализации OpenRC.
Современные установочные образы доступны с различными окружениями рабочего стола, включая LXDE, Xfce, MATE, Cinnamon и KDE Plasma 6.
Дополнительно предлагаются два неофициальных издания сообщества, основанные на GTK (Xfce и MATE) и Qt (KDE Plasma) с большим набором предустановленных программ. Эти версии рассчитаны на пользователей, которым некогда настраивать систему, или менее опытных пользователей. Все доступные образы имеют версии с OpenRC, runit, s6 и dinit.
Artix Linux выпускает стабильные и еженедельные ISO-образы. Стабильные версии выходят два раза в год. Однако рекомендуется сначала попробовать еженедельные образы, а к стабильным прибегать только в случае проблем.

## Обзоры
Джесси Смит из DistroWatch хорошо оценил дистрибутив: «У Artix хорошая идея [...] Он минималистичный, использует Rolling release и поставляется с редко используемой системой инициализации. Всё это делает проект стоящим». Однако он не был положительно оценён на сайте linux-community.de: «Результаты на данном этапе не особо вдохновляют». Позднее на обоих сайтах вышли обзоры, хорошо оценивавшие Artix.
На сайте Softpedia дистрибутив получил максимальную оценку — 5 из 5, отметив «приятный внешний вид».
Мнения читателей на DistroWatch также преимущественно положительные, с средней оценкой 9,3 из 10.
Учитывая, что большинство дистрибутивов Linux используют systemd, Artix ориентирован на более опытных пользователей и разработчиков. Эти пользователи должны быть способны анализировать возникающие проблемы, создавать собственные скрипты для инициализации сервисов, а иногда и модифицировать существующие сервисы для их корректного запуска (например, PipeWire или stubby).